# Caffetteria viennese

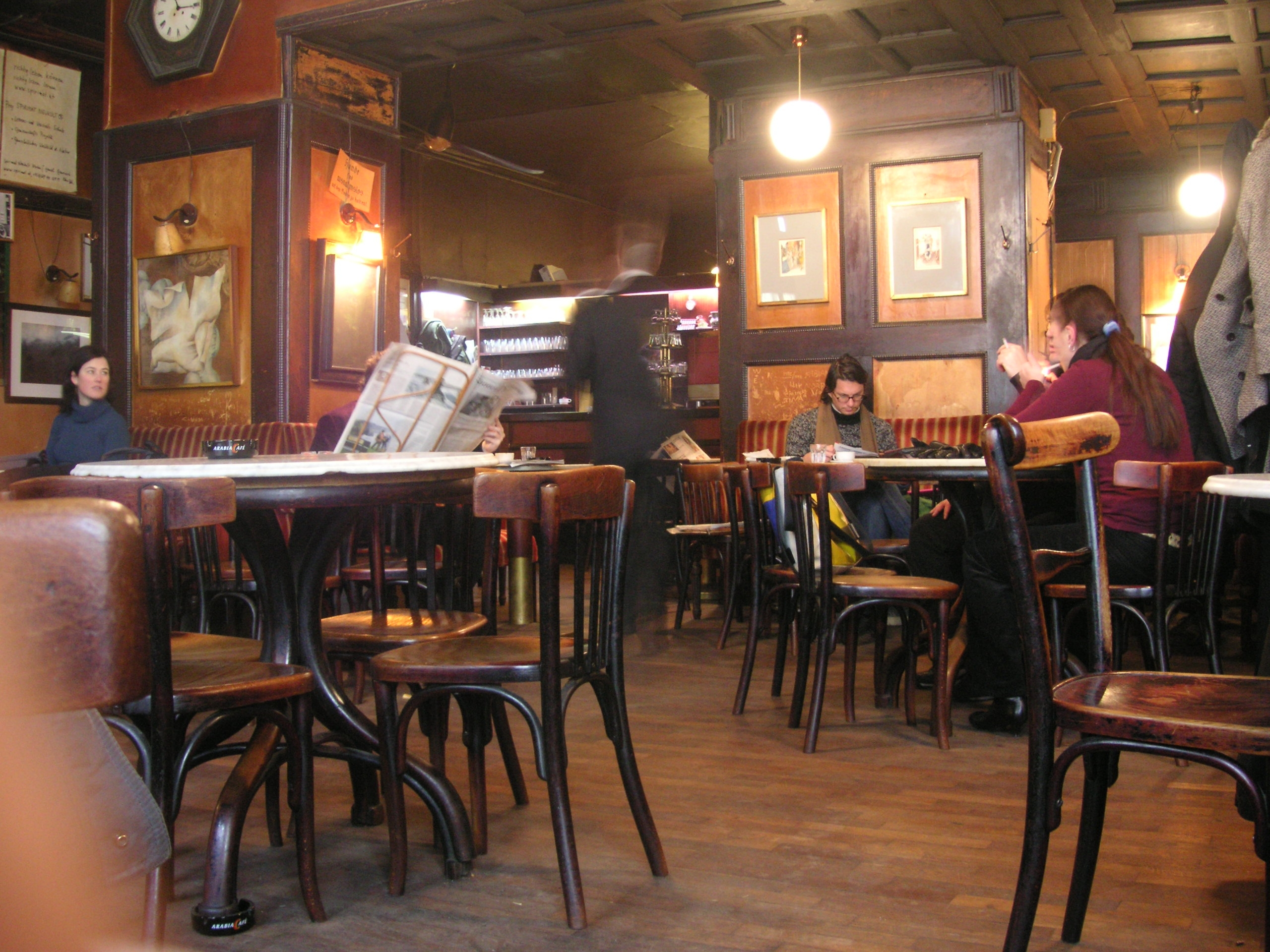
Il Café Hawelka nel 2006.

La caffetteria viennese, o caffè viennese (in tedesco: Wiener Kaffeehaus, in viennese: weana kafäähaus) è un'istituzione tipica di Vienna, importante nel contesto della cultura austriaca e viennese.
Dall'ottobre 2011 la "Cultura della Caffetteria di Vienna" è considerata "patrimonio culturale immateriale" nell'inventario austriaco della "Agenzia nazionale per il patrimonio culturale immateriale", una sezione dell'UNESCO. Il caffè viennese è descritto in questo inventario come un luogo «dove si consumano il tempo e lo spazio, ma solo il caffè compare sul conto».

## Cultura della caffetteria viennese

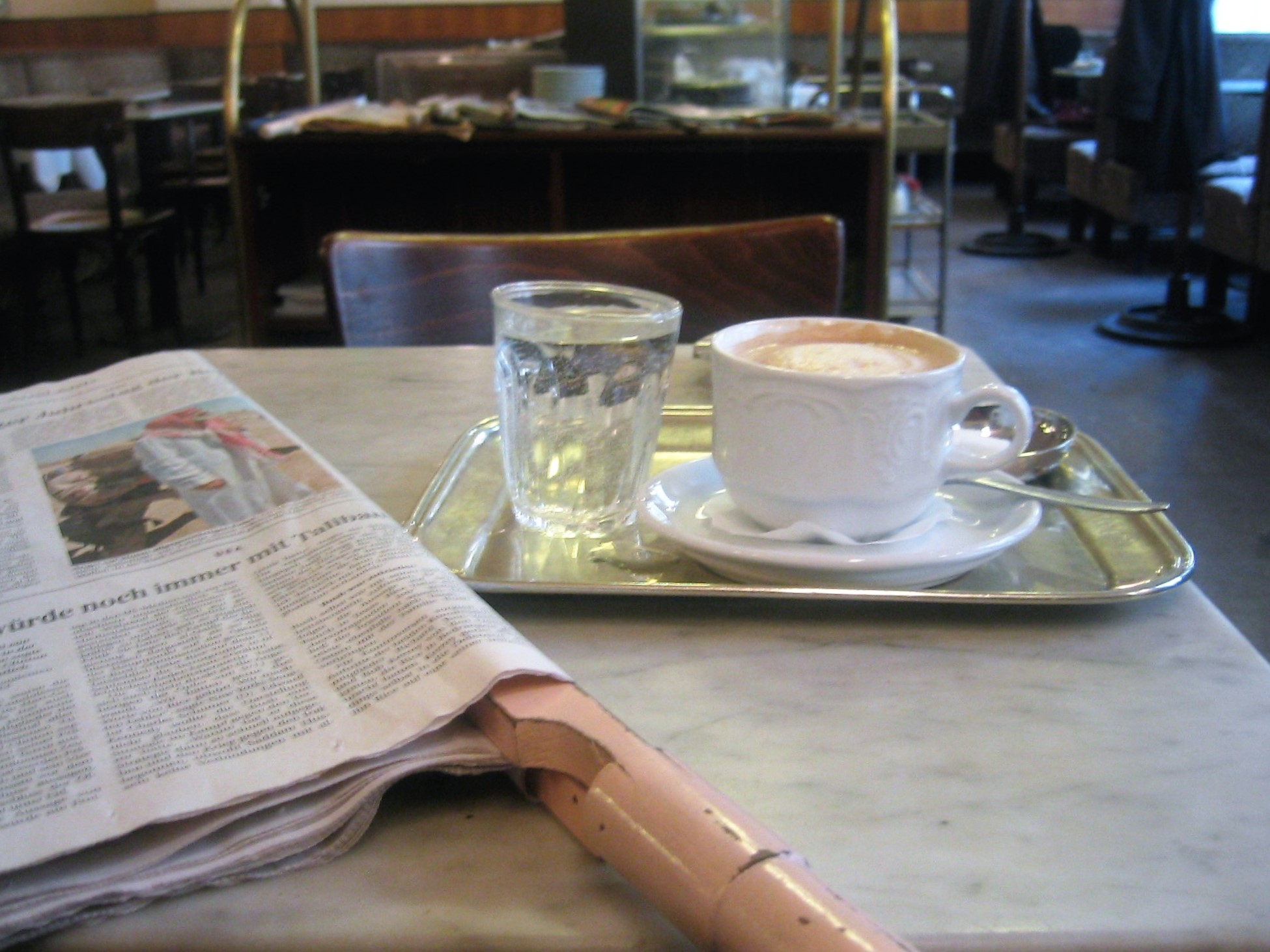
I componenti tipici del caffè viennese: giornale, con la stecca “antifurto”, bicchiere d'acqua e tavolo di marmo

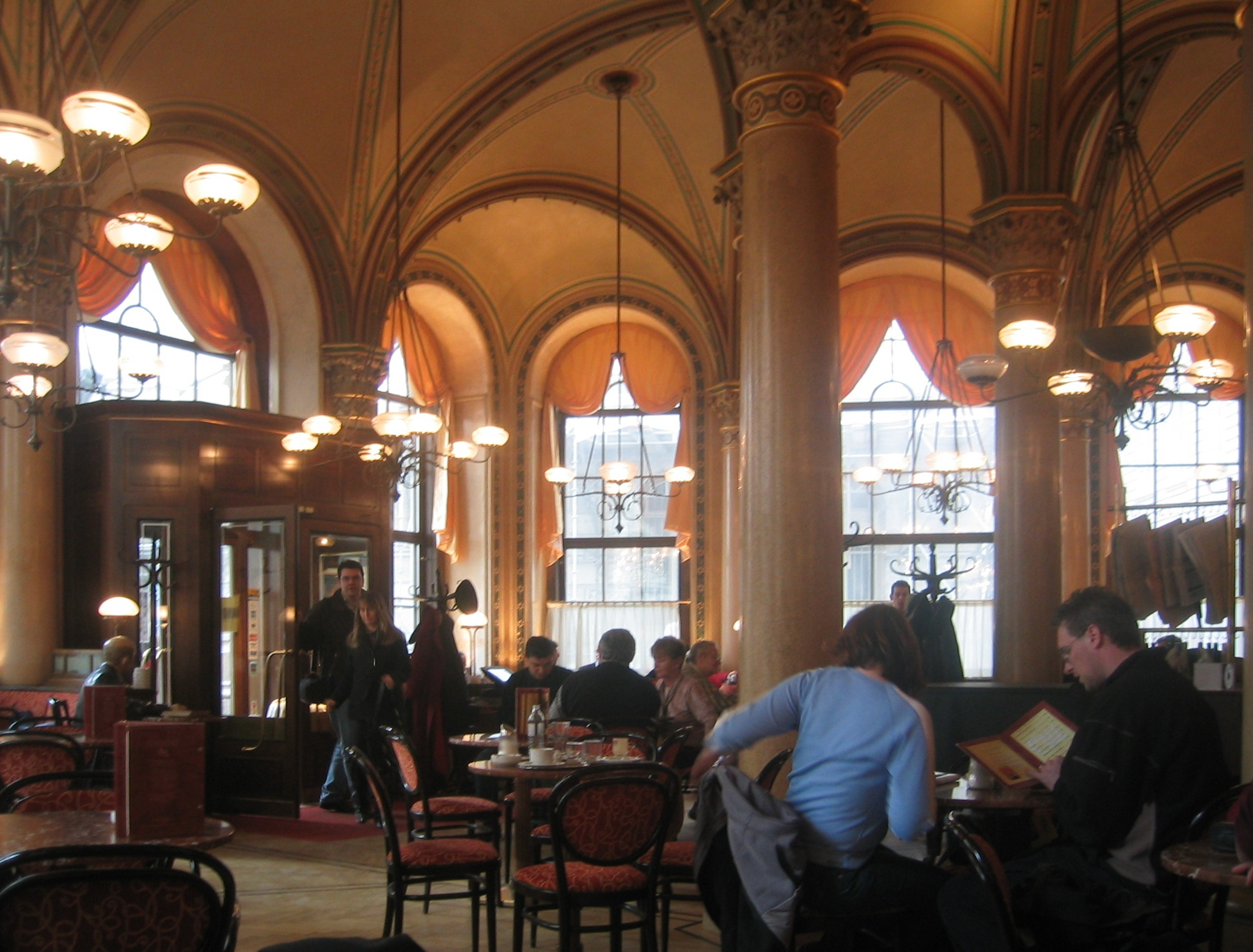
Il tradizionale Café Central a Vienna.

Le pratiche sociali, i rituali, l'eleganza creano l'atmosfera molto particolare del caffè viennese. Le caffetterie invogliano i clienti offrendo una notevole varietà di bevande al caffè, la lettura di giornali internazionali, e le creazioni della pasticceria. Tipici dei caffè viennesi sono i tavoli in marmo, le sedie thonetiane, i tavoli da giornale, e i dettagli degli interni, nello stile dello storicismo. Lo scrittore austriaco Stefan Zweig ha descritto il caffè viennese come «una particolare istituzione, in realtà, una sorta di club democratico, aperto a tutti, al prezzo di una tazzina di caffè a buon mercato, dove ogni ospite può sedersi per ore con questa piccola offerta, per parlare, scrivere, giocare a carte, ricevere lettere e, soprattutto, consumare un numero illimitato di giornali e riviste». Zweig, infatti, attribuiva una buona misura dell'aria cosmopolita di Vienna alla dieta quotidiana ricca di informazioni attuali e internazionali offerte nei caffè.
In molti caffè storici, come per esempio al Café Central e al Prückel, nel corso della serata viene eseguita musica per pianoforte e hanno luogo eventi sociali tra i quali letture di testi. Nei mesi più caldi i clienti possono sedersi nei dehors, spesso in uno Schanigarten, sinonimo di dehors. Quasi tutte le case del caffè offrono piccoli pasti, come salsicce, dolci, torte e crostate.
A differenza dei tradizionali caffè di tutto il mondo, a Vienna è considerato del tutto normale per un cliente fermarsi da solo per ore e leggere a lungo l'onnipresente giornale. Insieme al caffè, il cameriere servirà un bicchiere obbligatorio di acqua corrente fredda e, durante il prolungarsi della permanenza, porterà spesso al cliente, ulteriori bicchieri d'acqua non richiesta, con l'idea di servirlo con un esemplare senso di attenzione.
Nel tardo XIX secolo e all'inizio del XX, gli scrittori più importanti del tempo si affezionarono all'atmosfera dei caffè viennesi, usandoli più come luogo in cui scrivere, isprirarsi, incontrarsi, scambiare idee. La letteratura composta nelle caffetterie viene indicata, di solito, come letteratura caffetteriana, e i suoi autori sono perciò chiamati "poeti caffetteriani", o anche "letterati da caffè (locale)" (Kaffeehausliteraten). La famosa rivista Die Fackel ("La Torcia") di Karl Kraus si dice sia stata per la maggior parte scritta nei caffè. Tra gli altri poeti caffetteriani, vi sono Arthur Schnitzler, Alfred Polgar, Friedrich Torberg ed Egon Erwin Kisch. Al famoso scrittore e poeta Peter Altenberg veniva anche consegnata la posta al suo locale preferito, il Café Central.

## Origine della caffetteria viennese

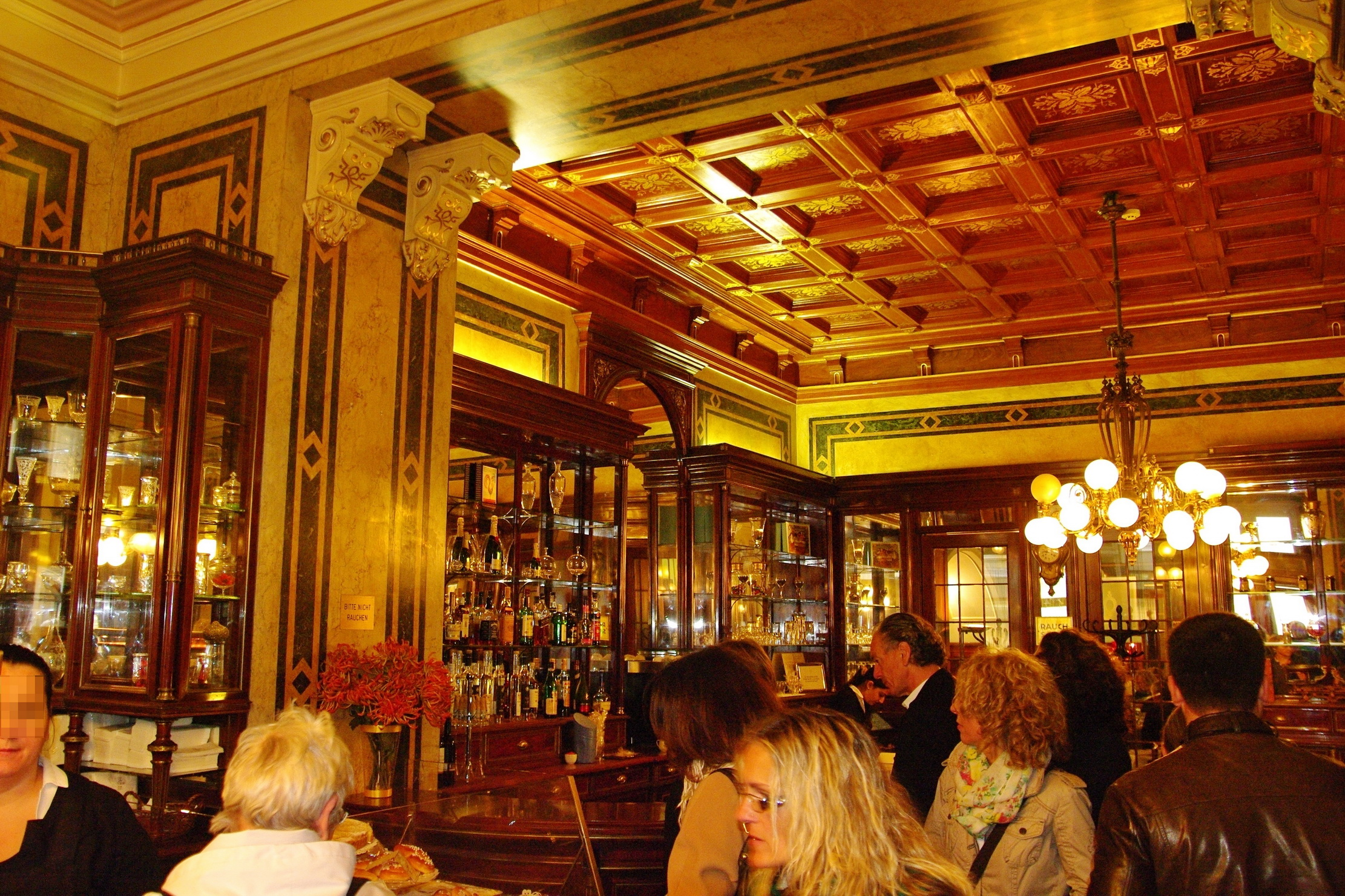
L'interno della caffetteria Ch. Demel's Söhne.

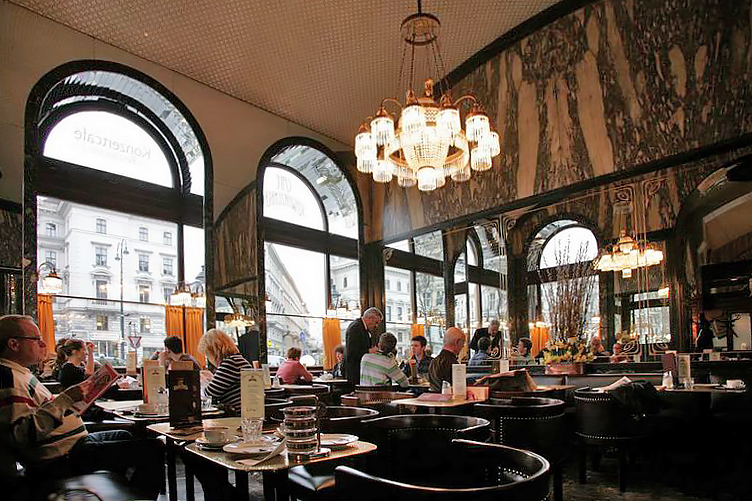
Il Café Schwarzenberg a Vienna.

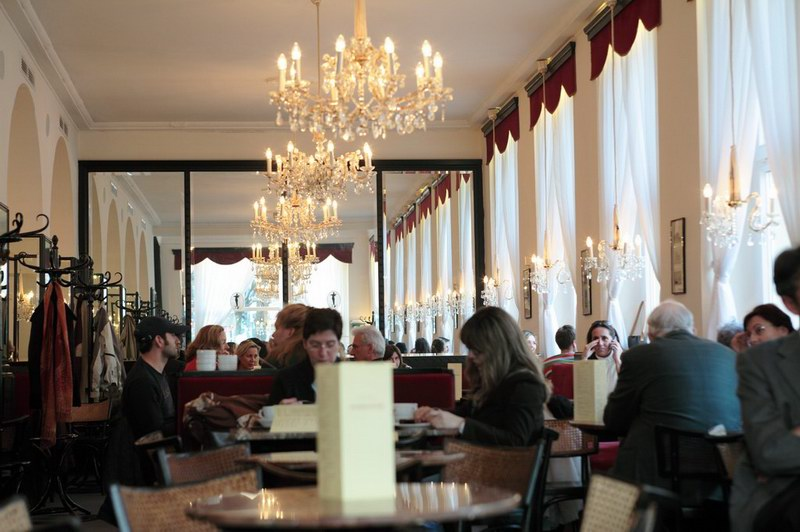
Il Café Dommayer a Vienna.

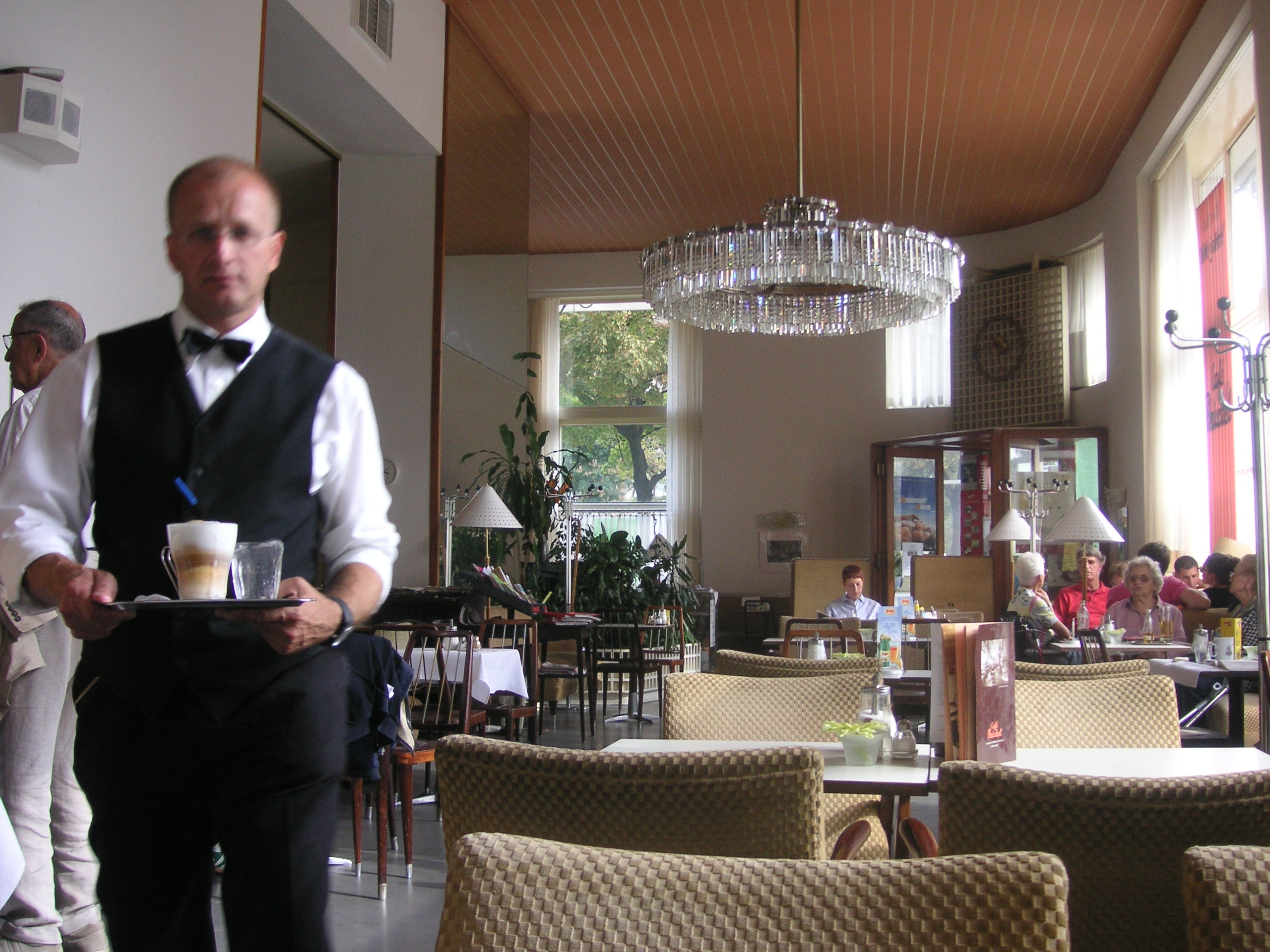
L'interno originale del 1950 del Café Prückel.

La leggenda vuole che i soldati della confederazione polacco-lituana e dell’esercito asburgico, mentre erano di stanza nella Vienna liberata dal secondo assedio turco del 1683, trovarono dei sacchi di strani frutti che assomigliavano ai fagioli, che all'inizio ritennero mangime per cammelli per cui decisero di bruciarli. Il re Giovanni III di Polonia concesse i sacchi a uno dei suoi ufficiali di nome Franciszek Jerzy Kulczycki, che aprì la prima caffetteria. Dopo alcuni esperimenti Jerzy aggiunse dello zucchero e del latte, così nacque la tradizione del caffè viennese. Questo risultato è stato storicamente riconosciuto, per cui in molti moderni caffè viennesi hanno appeso a una finestra un ritratto di Kulczycki. Un'altra spiegazione afferma che Kulczycki, dopo aver trascorso due anni nell'Impero ottomano, sapesse perfettamente cosa fosse il caffè e avrebbe ingannato i suoi superiori facendogli credere che fossero sacchi di fagioli, in modo da farseli assegnare in quanto considerati di modesto valore.
La prima caffetteria di Vienna fu aperta nel 1685 dall'armeno Johannes Diodato. Quindici anni dopo, quattro caffè di proprietà greca hanno avuto il privilegio di servire il caffè, aperture che spinsero il caffè a diffondersi rapidamente. Nel primo periodo, le bevande non possedevano un nome, per cui i clienti dovevano selezionarle con un grafico indicante diverse tonalità di colore grigio.
L'era d'oro della caffetteria viennese ha avuto luogo nel XIX secolo, quando scrittori come Peter Altenberg, Alfred Polgar, Karl Kraus, Hermann Broch e Friedrich Torberg ne fecero il loro luogo preferito di lavoro e di piacere. Molti famosi artisti, scienziati e politici del periodo, come Arthur Schnitzler, Stefan Zweig, Egon Schiele, Gustav Klimt, Adolf Loos, Theodor Herzl, Alfred Adler e anche Lev Trockij erano costanti avventori del caffè viennese. A Praga, Budapest, Trieste, Cracovia e Leopoli e in altre città dell'Impero austro-ungarico sorsero molti caffè nell'originale stile viennese.
Negli anni cinquanta del XX secolo, le caffetterie viennesi hanno iniziato a chiudere. Ciò era dovuto alla crescente popolarità della televisione e alla comparsa di moderni bar, dove si poteva consumare l'espresso. Tuttavia, negli ultimi anni, un rinnovato interesse per la tradizione e il turismo ha spinto ad un ritorno alla caffetteria tipica della città.

## Elenco dei più famosi caffè viennesi
- Kaffee Alt Wien, Bäckerstraße 9

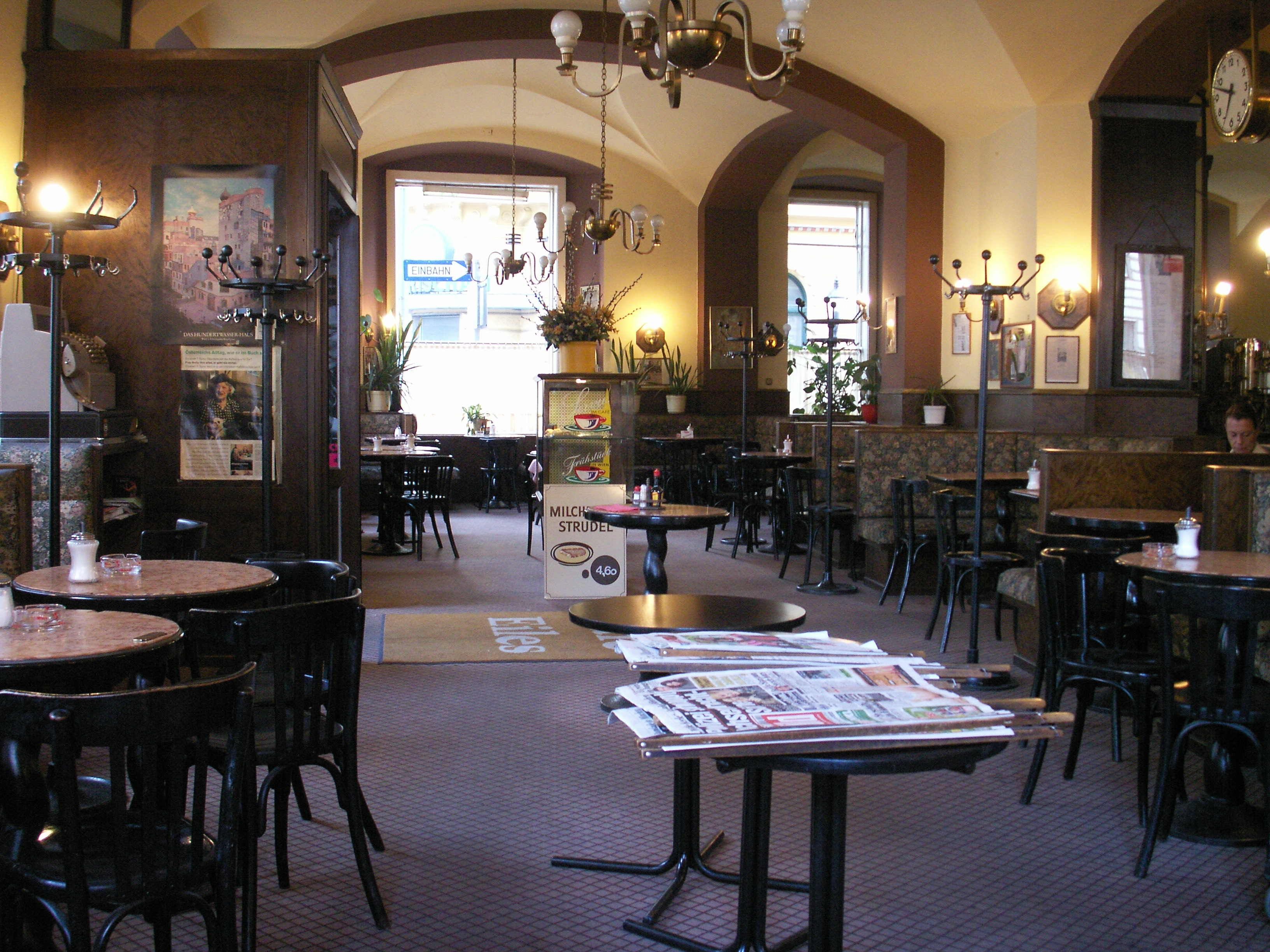
Interno del Café Eiles.

- Café Bräunerhof, Stallburggasse 2 - Il caffè preferito di Thomas Bernhard a Vienna
- Café Central, nel Palazzo Ferstel, ingresso di Herrengasse, 14 (all'angolo con Strauchgasse) — il caffè preferito di Peter Altenberg
- Café Demel, Kohlmarkt 14 - la più famosa pasticceria viennese, non proprio un tipico caffè
- Café Hawelka, Dorotheergasse 6
- Café Landtmann, Dr.-Karl-Lueger-Ring 4 - il caffè preferito di Sigmund Freud
- Café Prückel, Stubenring 24 (all'angolo con Dr. Karl-Lueger-Platz)
- Café Sacher, Philharmonikerstraße 4 (il caffè è parte dell'Hotel Sacher)
- Café Schwarzenberg, Kärntner Ring 17 (su Schwarzenbergplatz)
- Café Sperl, Gumpendorferstraße 11, il caffè preferito di Adolf Hitler